# NGC 2475
NGC 2475 este o galaxie eliptică situată în constelația Linxul. A fost descoperită în 9 ianuarie 1856 de către William Parsons, 3rd Earl of Rosse⁠(d).